# Franklin (Massachusetts)
Franklin è una città degli Stati Uniti d'America facente parte della contea di Norfolk nello stato del Massachusetts.
Pur avendo lo status di city è chiamata Town of Franklin.